# Lepilemur aeeclis
Lepilemur aeeclis (лат.) — вид лемуров из семейства Лепилемуровые. Эндемик Мадагаскара.

## Классификация
Вид был описан в 2006 году и назван в честь «Европейской ассоциации по изучению и сохранению лемуров» (фр. Association Européenne pour l'Etude et la Conservation des Lémuriens (A.E.E.C.L.)) за поддержку, оказываемую этой организацией мировому научному сообществу.

## Описание
Шерсть может быть различной расцветки, не исключено, что расцветка зависит от возраста животного. Морда обычно серая, уши круглые, видны из шерсти. На морде могут быть тёмные отметины, создавая впечатление «маски». По хребту от головы до хвоста идёт тёмная полоса, иногда с красноватым отливом. Брюхо и грудь от светло-серого до тёмно-серого. Хвост различных оттенков серого и красного. Общая длина от 52 до 59 см, из которых от 24 до 26 см приходится на хвост.

## Распространение
Встречаются в западной части Мадагаскара, где населяют сухие листопадные леса. Ареал ограничен реками Бецибука и Махавави.